# Раневская, Фаина Георгиевна
Фаи́на Гео́ргиевна Ране́вская (имя при рождении — Фа́нни Ги́ршевна Фе́льдман (идиш פאני בת הירש פעלדמאן‎); 15 [27] августа 1896, Таганрог, область Войска Донского — 19 июля 1984, Москва) — советская актриса театра, кино и озвучивания, народная артистка СССР (1961), лауреат трёх Сталинских премий (1949, 1951, 1951). Кавалер ордена Ленина (1976).

## Биография
Если бы я, уступая просьбам, стала писать о себе, это была бы жалобная книга «Судьба — шлюха».Фаина Раневская

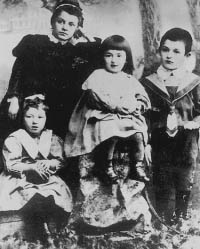
Фаина (слева) с гувернанткой, сестрой Изабеллой и братом Яковом.
Таганрог, 1900 год

Родилась 15 [27] августа 1896 года в Таганроге в состоятельной еврейской семье.
Помимо Фаины в семье было три сына (Яков, Рудольф и Лазарь) и дочь Изабелла. В 1898 году семья переселилась в заново отстроенный по заказу отца дом по улице Николаевской 12, до того принадлежавший купцу Михаилу Николаевичу Камбурову.

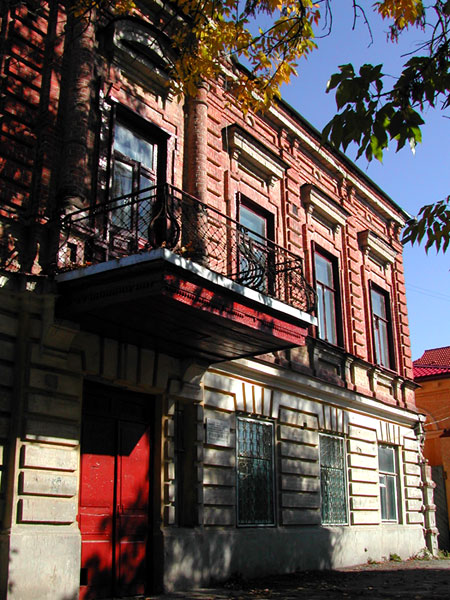
Дом семьи Фельдманов
в Таганроге
на ул. Николаевской (сейчас ул. Фрунзе, д. 10)

Обучалась в Мариинской женской гимназии. Получила обычное для девочки из обеспеченной семьи домашнее воспитание: обучалась музыке, пению, иностранным языкам. Театром увлекалась с 14 лет, посещая занятия в частной театральной студии А. Ягелло (А. Н. Говберга), окончив её в 1914 году.
В 1915 году уехала в Москву. Жила в комнатке на Большой Никитской. В эти годы познакомилась с М. Цветаевой, О. Мандельштамом, В. Маяковским, впервые встретилась с В. Качаловым. Судя по её воспоминаниям, была влюблена в Качалова и восхищалась его игрой.
Родители, братья и сестра актрисы в послереволюционные годы покинули Россию и поселились в Праге.
Осенью 1915 года подписала на актёрской бирже контракт на работу в керченской труппе мадам Лавровской. Актриса приглашалась «на роли героинь-кокетт с пением и танцами за 35 рублей со своим гардеробом». Работа в Керчи не задалась: к новой труппе публика не проявила большого интереса. Будучи на прогулке на гору Митридат с неким «опытным трагиком» из театра Лавровской, решила заглянуть в банк (мать тайком от отца посылала ей денежные переводы). Актриса вспоминает:

Когда мы вышли из массивных банковских дверей, то порыв ветра вырвал у меня из рук купюры — всю сумму. Я остановилась, и, следя за улетающими банкнотами, сказала:
— Денег жаль, зато как красиво они улетают! 

— Да ведь вы Раневская! — воскликнул спутник. — Только она могла так сказать! 

Когда мне позже пришлось выбирать псевдоним, я решила взять фамилию чеховской героини. У нас есть с ней что-то общее, далеко не всё, совсем не всё…

Играла во многих театрах, начиная с провинциальных (частная антреприза Малаховского дачного театра, Подмосковье (1915), частная антреприза Е. А. Лавровской, Керчь, Феодосия (1915—1916), частная антреприза П. Л. Вульф, Ростов-на-Дону (1916—1917), Симферополь — 1-й Советский театр (ныне Крымский академический русский драматический театр имени А. М. Горького) (1918—1924).
После перехода власти в Крыму к ВСЮР (а позже — к П. Н. Врангелю) в Крыму скопилось немалое число беженцев, в том числе актёров. 29 марта 1920 газета «Таврический голос» сообщила, что в середине апреля в Симферополе начнутся гастроли «Театра актёра», к которым был привлечён сатирик А. Т. Аверченко. Планировались постановка пьес талантливого, как он был назван, юмориста и его сольные выступления. История «Театра актёра» в последние годы более-менее воссоздана именно потому, что в труппе состояла начинающая Фаина Раневская. Театр был антрепризой В. А. Ермолова-Бороздина, арендовавшего для этих целей симферопольский Дворянский театр, а также летний театр Городского сада.
Далее были Театр Московского отдела образования (1924), Бакинский рабочий театр (ныне Азербайджанский государственный академический русский драматический театр имени Самеда Вургуна) (1925—1927 и 1929—1931), Архангельский драматический театр (1927), Смоленский драматический театр (1927—1928), Сталинградский драматический театр (1928—1929), а затем в Москве: Камерный театр Таирова (1931—1933), Центральный театр Красной армии (1933—1939), Театр драмы (ныне Московский театр имени В. Маяковского) (1943—1949), Московский драматический театр имени А. С. Пушкина (1955—1963), Театр имени Моссовета (1949—1955 и 1963—1984).
Её педагогом была Павла Леонтьевна Вульф.
Более четверти века проработала в Театре имени Моссовета, на сцене которого исполнила свои самые прославленные театральные роли: миссис Сэвидж («Странная миссис Сэвидж») и Люси Купер («Дальше — тишина»).
Пребывание в Театре имени Моссовета сопровождалось частыми конфликтами с главным режиссёром Ю. А. Завадским (что нашло отражение в многочисленных фольклорных рассказах и анекдотах). Конфликты порождались несходством их творческих методов: решение ролей, предлагавшееся актрисой, было присуще скорее театру брехтовского типа.

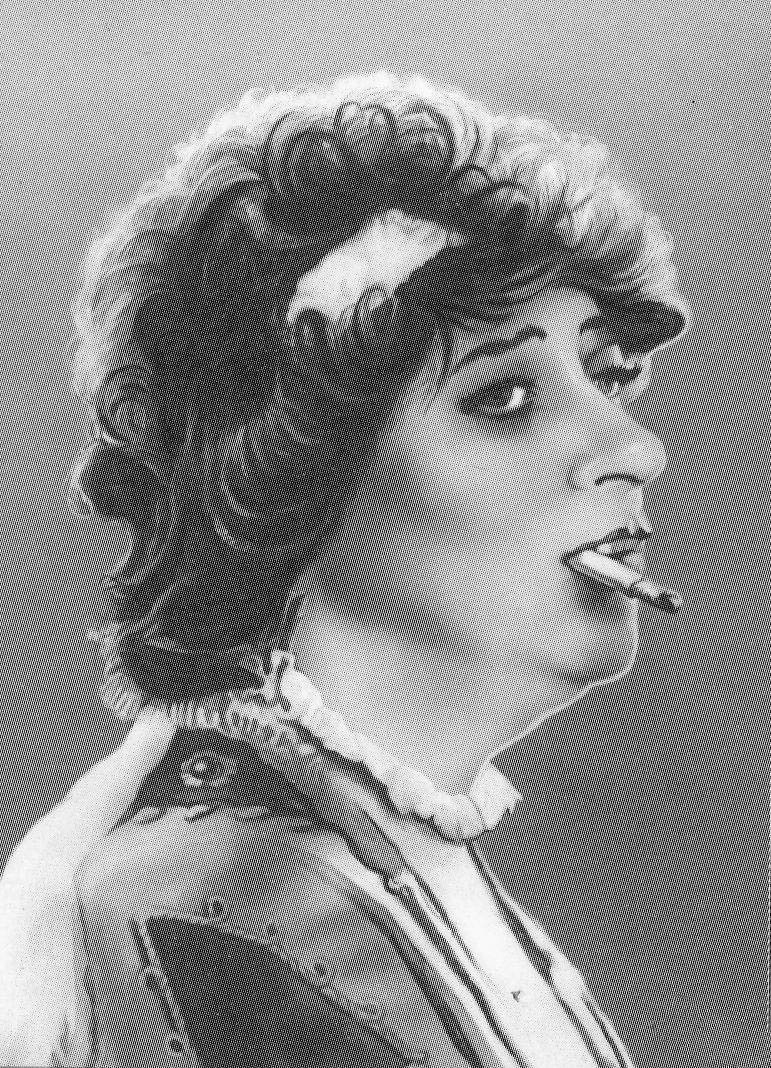
Фаина Раневская в роли тапёрши в картине
«Александр Пархоменко».
1942 год

В кино дебютировала в 1934 году в фильме М. Ромма «Пышка». В 1939—1941 годах — актриса киностудии «Мосфильм», в 1941—1943 — Ташкентской киностудии (ныне Узбекфильм).

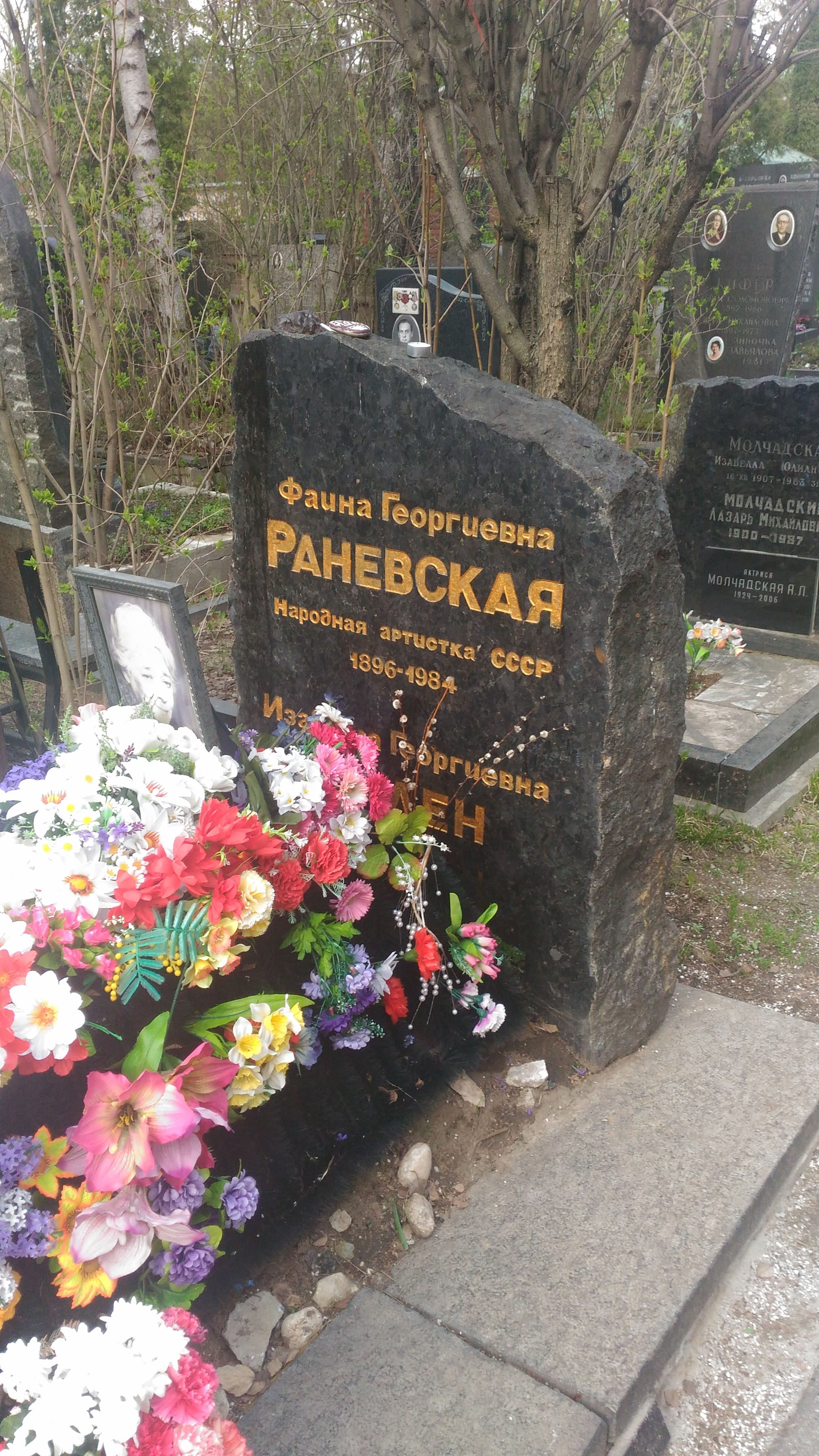
Могила Раневской на Новом Донском кладбище Москвы

В кино играла не так часто, как в театре, говоря, что «деньги съедены, а позор остался». На киноэкране могла быть и вспыльчивой Лялей в комедии «Подкидыш» (1939), и экономкой Маргаритой Львовной в музыкальной комедии «Весна» (1947), и злой мачехой в классической сказке «Золушка» (1947), и спекулянткой по прозвищу «Королева Марго» в сатирической комедии «Лёгкая жизнь». В истории советского кино навсегда остались её роли в чеховских экранизациях — «Человек в футляре» и «Свадьба». Примечательным низким голосом актрисы говорит «домомучительница» фрекен Бок в мультфильме «Карлсон вернулся» (1970).
Мечтала сыграть у С. Эйзенштейна и в 1944 году была утверждена на роль Ефросиньи Старицкой в фильме «Иван Грозный». Однако в итоге роль получила С. Бирман. Объяснила это «пятым пунктом в паспорте»: Бирман значилась «молдаванкой».
Член Союза кинематографистов СССР.
Актриса театрально переосмысляла и собственную повседневную жизнь, превращая её порой в своеобразный трагикомический «спектакль»; в этой особенности и кроется, по-видимому, секрет её популярности, ставшей независимой от сценической известности. Своеобразный стиль речи и поведения актрисы отразился в большом по объёму фольклоре, где не все эпизоды вполне достоверны. Многие её высказывания (равно как и приписываемые ей) превратились в крылатые выражения, чему способствовали их ёмкость и образность, равно как и отсутствие у актрисы внутренней цензуры, свобода её суждений (например, в виде присутствия сниженной лексики). Стилистическое чутьё позволяло ей выступать в жанре пародии, причём не только сценической; известен цикл пародийных писем вымышленного ею провинциала А. Кафинькина, адресованных журналистке Т. Тэсс.
Актриса любила читать А. Пушкина, который, по воспоминаниям, был у неё с А. Ахматовой «общей страстью».
Итогом 60-летней актёрской карьеры стали десятки ролей на сцене и около тридцати — в кино.
Один из биографов актрисы, М. Гейзер, писал: "Самое парадоксальное в актёрской судьбе Раневской — то, что она сыграла в театре и кино десятки таких ролей, о которых писатель-юморист Эмиль Кроткий заметил: «Имя её не сходило с афиши, где она неизменно фигурировала в числе „и др.“»".
Принимала участие в озвучивании мультфильмов.
Переживала трагическую смерть С. Михоэлса, их связывала искренняя дружба. В своих воспоминаниях актриса описывает один диалог, когда с присущим себе юмором она сказала Михоэлсу (запись датирована 14 января 1948 года): «Есть люди, в которых живёт Бог, есть люди, в которых живёт дьявол, а есть люди, в которых живут только глисты. В вас живёт Бог!». На что режиссёр ответил: «Если во мне живёт Бог, то Он в меня сослан».
Незадолго до смерти с горьким сарказмом написала: «Когда умру, похороните меня и на памятнике напишите: „Умерла от отвращения“».
Единственным существом, скрасившим в старости её одиночество, был пёс по кличке Мальчик — подобранная ею на улице дворняжка.
Живя в Москве, довольно часто меняла адреса проживания, а первую собственную квартиру получила в начале 50-х, в элитной высотке на Котельнической набережной. Последние годы жизни она провела в доме на Большом Палашёвском переулке.
Фаина Георгиевна Раневская скончалась 19 июля (по другим источникам — 20 июля и 20 июня) 1984 года в Кунцевской больнице Москвы в результате инфаркта и пневмонии, не дожив немногим менее месяца до своего 88-летия. Похоронена на Новом Донском кладбище в могиле её сестры Изабеллы, участок № 4. На надгробии актрисы установлена фигурка её любимого пса Мальчика.

### «Муля, не нервируй меня!»

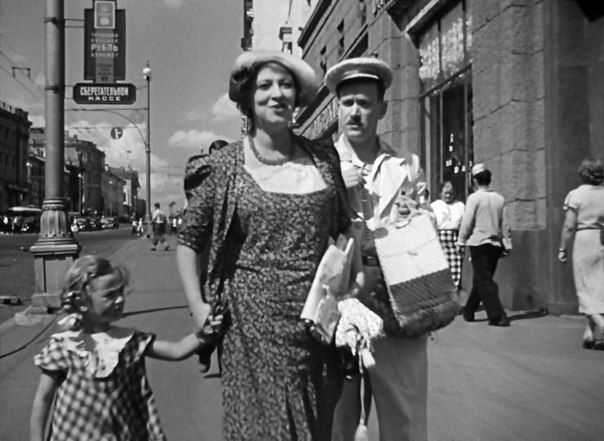
Ляля: «Муля, не нервируй меня!». Кадр фильма «Подкидыш», 1939 год

Авторство крылатой фразы из «Подкидыша» «Муля, не нервируй меня!» оспаривает каждая из причастных к фильму женщин. В 1964 году в программе «Кинопанорама» актриса рассказала историю о том, как сама лично придумала эту фразу, а после эфира программы поссорилась с автором сценария фильма А. Барто, которая приписывала авторство фразы себе. На авторство фразы претендовала также и Р. Зелёная, будучи соавтором сценария фильма.
Фраза «Муля, не нервируй меня!» всю оставшуюся жизнь преследовала актрису. Так кричали мальчишки при виде её на улицах, эту же фразу первой вспоминали при знакомстве с ней. Даже Л. Брежнев на вручении ей в 1976 году (в связи с 80-летием) ордена Ленина вместо приветствия сказал: «А вот идёт наша Муля-не-нервируй-меня!». Раневская ответила: «Леонид Ильич, так ко мне обращаются или мальчишки, или хулиганы!». Генеральный секретарь ЦК КПСС смутился и добавил: «Простите, но я вас очень люблю».

### Семья
Отец — Гирш Хаимович Фельдман (1863 — не позднее 1945), уроженец местечка Смиловичи Игуменского уезда Минской губернии, екатеринославский купец 1-й гильдии, владелец фабрики сухих красок, нескольких домов, магазина, мельницы Симановича на Александровской улице и парохода «Святой Николай», впоследствии крупный мануфактурщик, староста Таганрогской хоральной синагоги в Тургеневском переулке, 46 (1912—1917), почётный член Ведомства учреждений Императрицы Марии.
Мать — Милка Рафаиловна Заговайлова (1872 — после 1957), уроженка Лепеля Витебской губернии. Родители поженились 26 декабря 1889 года.
Братья — Яков (1907—1977), Рудольф (род. 1894 — белый офицер, погиб во время Гражданской войны) и Лазарь (1897—1900). Сестра Бейла (Изабелла; в замужестве Аллен, 1892—1963).
Своей единственной любовью называла актрису Павлу Вульф.

## Награды и звания
- Заслуженная артистка РСФСР (1937)
- Народная артистка РСФСР (1947)
- Народная артистка СССР (1961)
- Сталинская премия второй степени (1949) — за исполнение роли жены Лосева в спектакле «Закон чести» А. Штейна[31]
- Сталинская премия второй степени (1951) — за исполнение роли Агриппины Солнцевой в спектакле «Рассвет над Москвой» А. Сурова
- Сталинская премия третьей степени (1951) — за исполнение роли фрау Вурст в фильме «У них есть Родина»
- Орден Ленина (1976)
- Два Ордена Трудового Красного Знамени (1950, 1967)
- Орден «Знак Почёта» (1947)
- Медаль «За доблестный труд в Великой Отечественной войне 1941—1945 гг.» (1946)
- Медаль «В память 800-летия Москвы» (1948)
- Медаль «За доблестный труд. В ознаменование 100-летия со дня рождения Владимира Ильича Ленина»
- Медаль «Тридцать лет Победы в Великой Отечественной войне 1941—1945 гг.»
- Медаль «Ветеран труда»

## Роли в театре

### «Летний театр»,Малаховка
- 1915 — «Тот, кто получает пощёчину» Л. Андреева, постановка И. Певцова — роль без слов

### «1-й Советский театр» в Крыму (1918—1924)
- «Вишнёвый сад» А. Чехова — Шарлотта Ивановна, гувернантка
- «Три сестры» А. Чехова — Ольга, Наташа
- «Чайка» А. Чехова — Маша
- «Дядя Ваня» А. Чехова — Войницкая
- «Иванов» А. Чехова — Зюзюшка
- «Последняя жертва» А. Островского — Глафира Фирсовна
- «Волки и овцы» А. Островского — Анфуса Тихоновна
- «Без вины виноватые» А. Островского — Галчиха
- «На всякого мудреца довольно простоты» А. Островского — Манефа
- «Гроза» А. Островского — Сумасшедшая барыня
- «Живой труп» Л. Толстого — Маша
- «На дне» М. Горького — Настя
- «Ревизор» Н. Гоголя — Пошлёпкина, унтер-офицерская вдова
- «Женитьба» Н. Гоголя — Сваха
- «Роман» Э. Шелтон — Кавалини

### Смоленск, Архангельск, Сталинград, Баку (1925—1931)
- «Коварство и любовь» Ф. Шиллера — Леди Мильфорд
- «Бесприданница» А. Островского — тётка Карандышева
- «Дворянское гнездо» (И. Тургенева) — Лаврецкая
- «Свадьба» А. Чехова — Змеюкина
- «Юбилей» А. Чехова — Мерчуткина
- «Гамлет» У. Шекспира — Королева
- «Ярость» Е. Яновского — Председатель колхоза
- «Чудак» А. Афиногенова — Трощина
- «Любовь Яровая» К. Тренёва — Дунька
- «Чудеса в решете» А. Толстого — Марго
- «Мандат» Н. Эрдмана — Гулячкина

### Камерный театр Таирова
- 1931 — «Патетическая соната» Н. Кулиша; постановка А. Таирова — Зинка, проститутка
- «Жирофле-Жирофля» Ш. Лекока— Аврора

### Центральный театр Красной Армии(1935—1939)
- 1935 — «Чужой ребёнок» В. Шкваркина — мать
- 1935 — «Гибель эскадры» А. Корнейчука — Оксана
- 1935 — «Последняя жертва» А. Островского — Глафира Фирсовна
- 1936 — «Васса Железнова» М. Горького; реж. Е. Телешева — Васса
- 1936 — «Слава» В. Гусева — мать

### Московский театр драмы(1943—1949)
- 1944 — «Беззащитное существо» по А. Чехову — Щукина
- 1945 — «Лисички» Л. Хелман — Берди
- 1946 — «Капитан Костров» А. Файко — свояченица
- 1947 — «Молодая гвардия» по A. Фадееву; реж. Н. Охлопков — бабушка Олега Кошевого
- 1949 — «Закон чести» А. Штейна; реж. Н. Охлопков — жена Лосева

### Театр имени Моссовета(1949—1955, 1963—1984)
- 1949 — «Модная лавка» И. Крылова — Сумбурова
- 1950 — «Рассвет над Москвой» A. Сурова — Агриппина Солнцева
- 1951 — «Шторм» В. Билль-Белоцерковского — Манька-спекулянтка
- 1953 — «Рассказы о Турции» Н. Хикмета — старуха Фатьма Нурхан
- 1954 — «Сомов и другие» М. Горького — Анна Сомова
- 1964 — «Дядюшкин сон» Ф. Достоевского — Марья Александровна
- 1966 — «Странная миссис Сэвидж» Дж. Патрика; постановка Л. Варпаховского — миссис Этель Сэвидж
- 1969 — «Дальше — тишина» В. Дельмар; постановка А. Эфроса — Люси Купер[32]
- 1973 — «Последняя жертва» А. Н. Островского — Глафира Фирсовна
- 1980 — «Правда — хорошо, а счастье лучше» А. Н. Островского; постановка С. Юрского — Филицата

### Московский драматический театр имени А. С. Пушкина(1955—1963)
- 1956 — «Игрок» Ф. Достоевского — Антонида Васильевна
- 1958 — «Деревья умирают стоя» А. Касоны — бабушка
- 1960 — «Мракобесы» А. Толстого — Прасковья Алексеевна

## Фильмография
- 1934 — Пышка — госпожа Луазо
- 1937 — Дума про казака Голоту — попадья
- 1939 — Ошибка инженера Кочина — Ида Гуревич, жена портного
- 1939 — Подкидыш — Ляля
- 1939 — Человек в футляре — жена инспектора гимназии
- 1940 — Любимая девушка — Маня, тётка Добрякова, сотрудница роддома
- 1941 — Мечта — Роза Скороход
- 1941 — Как поссорился Иван Иванович с Иваном Никифоровичем — Горпина
- 1942 — Александр Пархоменко — тапёрша
- 1943 — Новые похождения Швейка («Солдатская сказка») — тётушка Адель
- 1943 — Родные берега (новелла «Три гвардейца») — Софья Ивановна, директор музея
- 1944 — Свадьба — Настасья Тимофеевна Жигалова, мать невесты
- 1945 — Небесный тихоход — профессор медицины
- 1945 — Слон и верёвочка — бабушка
- 1947 — Весна — Маргарита Львовна, экономка
- 1947 — Золушка — мачеха Золушки
- 1947 — Рядовой Александр Матросов — военврач
- 1949 — Встреча на Эльбе — миссис Мак-Дермот
- 1949 — У них есть Родина — фрау Вурст
- 1958 — Девушка с гитарой — Зоя Павловна, жена Свиристинского
- 1960 — Осторожно, бабушка! — Елена Тимофеевна, бабушка Лены
- 1960 — Драма (короткометражный) — Мурашкина, писательница
- 1964 — Лёгкая жизнь — спекулянтка Маргарита Ивановна, она же «королева Марго»
- 1965 — Первый посетитель — старая дама
- 1966 — Сегодня — новый аттракцион — Ада Константиновна Брандт, директор цирка

### Телеспектакли
- 1978 — Дальше — тишина… (фильм-спектакль) — Люси Купер

### Киножурнал «Фитиль»
- 1964 — Фитиль № 25. Сюжет «Карты не врут» — гадалка
- 1965 — Фитиль № 33. Сюжет «Не поеду» — гражданка Пискунова

### Озвучивание мультфильмов
- 1943 — Сказка о царе Салтане — Бабариха
- 1968 — Хочу бодаться! — Овечка
- 1970 — Карлсон вернулся — фрекен Бок

### Архивные кадры
- Фаина Георгиевна Раневская. Двадцать пять лет в кино на YouTube (1962)
- Фаина Георгиевна Раневская. Мастера искусств на YouTube (1978)
- Фаина Раневская на YouTube — из цикла передач телеканала ДТВ «Как уходили кумиры», документальный (2006), режиссёр Дмитрий Кужаров
- Фаина Раневская: Красота — страшная сила на YouTube — документальный (2009)
- Фаина Раневская. Легенды мирового кино.

Передача за авторством телеканала «Культура». Режиссёр — Андрей Истратов. Ведущий — Константин Карасик.

## Интересные факты
- В мультфильме «Карлсон вернулся», в котором Фаина Раневская озвучивала фрекен Бок, есть две аллюзии на фильм «Весна», где она играла Маргариту Львовну, экономку главной героини. Первая — эпизод перед зеркалом: «Я сошла с ума, какая досада…» (в фильме «Весна» — сцена на лестнице: «Ничего особенного, я сошла с ума») — и следующий за этим звонок по телефону (за который фрекен Бок в мультфильме принимает душ). Вторая — последний эпизод, после того как Карлсон улетел: «Милый, милый…»[33] (в «Весне» Маргарита Львовна произносит эти слова в прихожей, глядя на портрет возлюбленного: «Милый, милый…»).
- Сведения о резонансе, вызванном фильмом «Мечта» среди американской элиты, обнаружил Ираклий Андроников, популярный литературовед и большой поклонник Фаины Раневской. "Занятия Лермонтовым заводят меня иногда так далеко, что в поисках родственника поэта по фамилии Дезобри я забрёл как-то в американский журнал «Лук» 1944 года и обнаружил там великолепные строки об этой картине Евгения Габриловича и Михаила Ромма: "В Белом доме картину видел Президент Соединённых Штатов Америки Рузвельт, который сказал: «„Мечта“, Раневская — это очень талантливо. На мой взгляд, это один из самых великих фильмов земного шара, а Раневская — блестящая трагическая актриса»". Теодор Драйзер также видел «Мечту». Вот что писала после смерти писателя его супруга Элен Драйзер: "Теодор очень болел. Ему не хотелось писать, не хотелось читать, не хотелось ни с кем разговаривать. И однажды днём нам была прислана машина с приглашением приехать в Белый дом. Советский посол устроил специальный просмотр фильма «Мечта». В одном из рядов я увидела улыбающегося Чаплина, Мэри Пикфорд, Михаила Чехова, Рокуэлла Кента, Поля Робсона. Кончилась картина. Я не узнала своего мужа. Он снова стал жизнерадостным, разговорчивым, деятельным. Вечером дома он мне сказал: «„Мечта“ и знакомство с Розой Скороход для меня — величайший праздник». И Драйзер, взяв в руки перо, начал писать статью о «Мечте». Он писал её три месяца. К сожалению, рукопись была потеряна".
- В некоторых письмах Раневская иронично подписывалась «Дама с каменьями», поскольку у неё были диагностированы камни в желчном пузыре[34][35].

## Память

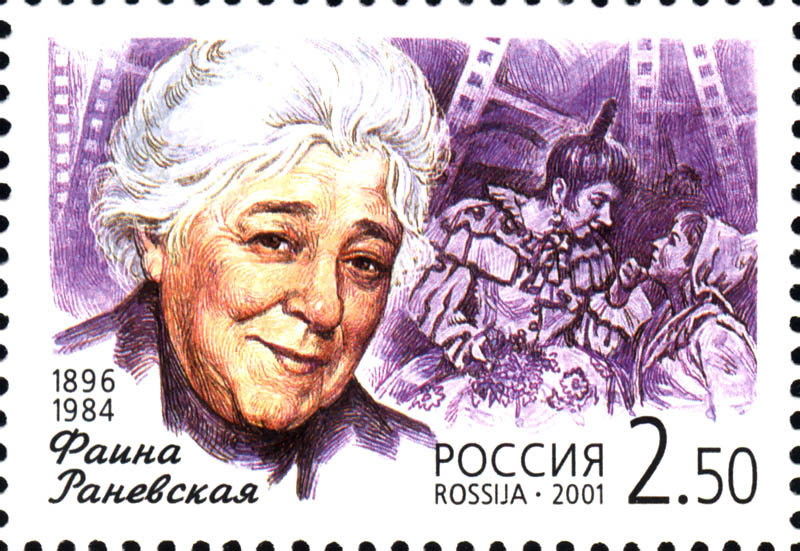
Марка 2001 года

- В Москве на доме, где в 1973—1984 годах жила актриса (Большой Палашёвский пер., д. 3), в 1987 году установлена мемориальная доска[36].
- В Тюмени открыта «Чайная у Раневской» с полным антуражем и множеством её цитат повсюду. Названия блюд взяты исключительно из фильмов с участием актрисы.
- В репертуаре новосибирской рок-группы «Коридор» есть песня «Как она играла», посвящённая актрисе.
- 27 августа 2011 года в честь 115-летия со дня её рождения поисковик Google разместил логотип с изображением актрисы[37].
- Редакционным советом английской энциклопедии «Кто есть кто» в 1992 году она включена в десятку самых выдающихся актрис XX века[38].
- В Симферополе в августе 2016 года мемориальную доску в честь актрисы установили на доме № 16 по улице Самокиша[39].
- В репертуаре Л. Милявской есть песня «Раневская», посвящённая актрисе.
- В честь актрисы назван астероид (6821) Ranevskaya, открытый астрономом Л. Карачкиной в Крымской астрофизической обсерватории 29 сентября 1986 года.
- В 2019 году в Приморском районе Петербурга, в одном из скверов по проспекту Сизова, установлена скульптурная композиция, изображающая Ф. Раневскую в образе незабываемой Ляли из кинокомедии «Подкидыш», живописно отдыхающую на скамейке, на гранитном постаменте высечена одна из её крылатых фраз: «Все сбудется, стоит только расхотеть…»[40].
- У поэта и музыканта Марка Мермана[41] есть песня «Старые фильмы»[42], в начале которой автор напоминает о знаменитой фразе, произнесённой Фаиной Раневской в фильме «Подкидыш»: «Лента стертая давнего дня / Затрещит, былым осеня. / В шляпе белой актриса твердила в картине: / „Муля, не нервируй меня“…» Затем дважды даётся отсылка к этому крылатому выражению, а в конце звучат слова: "Жизнь, — как фильм, — до кадра, до дня, / Век последний пятак разменял. / Так актриса и не сказала на идиш: / «Время, не нервируй меня… / Время, я твой подкидыш…»
- Решением Симферопольского городского совета от 18.12.2020 г. № 264 именем Фаины Раневской названа одна из улиц района Петровские высоты Симферополя[43].

### В Таганроге
- 1986, 29 августа — установлена мемориальная доска на доме, где родилась актриса (ул. Фрунзе, 10).
- 2008, май — Первый международный театральный фестиваль имени Ф. Раневской «Великая провинция».
- 2008, 16 мая — рядом с домом, в котором родилась актриса, открыт первый в России памятник Раневской (автор — Д. Бегалов)[44].
- 2009 — Неподалёку от дома отца актрисы открылась кофейня «Фрекен Бок» со знаменитыми плюшками в меню. Кофейня оформлена большим количеством её фотографий.
- В доме, в котором родилась актриса, городские власти ещё с советских времён планируют открыть музей Фаины Раневской[45][46].

### Документалистика
- 1990 — Документальный двухсерийный фильм киностудии «Экран» «Вспоминая Раневскую» (реж. О. Дорман и А. Габрилович)
- 2004 — Документальная программа В. Вульфа из цикла «Мой серебряный шар» Режиссёр С. Кокотунова. ООО «Меридиан холдинг» по заказу ФГУП ГТК «Телеканал Россия». 2004 (3 августа 2019). Фаина Раневская. 1.  44 мин. Россия-Культура.
- 2005 — Документальная программа «Легенды мирового кино. Фаина Раневская» (реж. А. Истратов), телеканал «Культура»
- 2006 — Документальный фильм «Как уходили кумиры. Фаина Раневская» (реж. Д. Кужаров), телеканал «ДТВ»
- 2009 — Документальная программа «Великая и ужасная Фаина Раневская» из цикла «Моя правда», телеканал «100ТВ» (Санкт-Петербург)
- 2011 — Документальный фильм из цикла «Поэзия судьбы»(автор и ведущий Евгений Понасенков) на телеканале «Комсомольская правда»
- 2011 — Документальный фильм «Фаина Раневская. Острова» (реж. О. Ларина), телеканал «Культура»
- 2015 — Документальный фильм «Короли эпизода. Фаина Раневская» (реж. Д. Горин), телеканал «ТВ Центр»
- 2015 — Документальный фильм «Частная история: Фаина Раневская», телеканал «Москва Доверие»
- 2017 — Документальная программа «Последний день. Фаина Раневская», телеканал «Звезда»
- 2019 — Документальный фильм «Фаина Раневская. Королевство маловато!» (реж. Т. Бацков), телеканал «ТВ Центр»
- 2020 — Документальный фильм «Фаина Раневская. Прощание», телеканал «ТВ Центр»
- 2020 — Документальная программа «Фаина Раневская» из цикла «Раскрывая тайны звёзд», телеканал «Культура»

### Киновоплощения
- 2003 — «Благословите женщину» (4 серии, реж. С. Говорухин). В роли актрисы Маргариты Михайловны Куниной (прототипом которой является Фаина Раневская) — И. Чурикова.
- 2005 — «Звезда эпохи» (8 серий, реж. Ю. Кара). В роли Раневской — Т. Васильева.
- 2012 — «Анна Герман. Тайна белого ангела» (10 серий, реж. В. Кшистек, А. Тименко). В роли Раневской — Елена Бондарева-Репина.
- 2015 — «Орлова и Александров» (16 серий, реж. В. Москаленко). В роли Раневской — Ю. Рутберг.
- 2023 — «Раневская» (8 серий, реж. Д. Петрунь). В роли Раневской — Мариэтта Цигаль-Полищук[47].